# Penstemon palmeri
Espèce
Penstemon palmeri, aussi parfois appelé Penstemon parfumé, est une plante à fleurs des régions désertiques du sud-ouest des États-Unis. Cette espèce est traditionnellement classée dans la famille des Scrophulariaceae, mais d'après la classification phylogénétique, elle serait placée dans la très large famille des Plantaginaceae. Elle produit de grandes grappes de fleurs rosées et parfumées.

## Description morphologique

### Appareil végétatif
Cette plante herbacée pérenne présente des tiges aux feuilles assez éparses, dont les plus grandes atteignent 25 cm de long. Ces feuilles, de couleur vert-bleuté, sont lancéolées triangulaires, opposées, et celles du haut de la tige ont souvent leur base jointe à celle de leur vis-à-vis, donnant ainsi l'impression que la tige les traverse. La hauteur de la plante varie de 60 à 210 cm.

### Appareil reproducteur

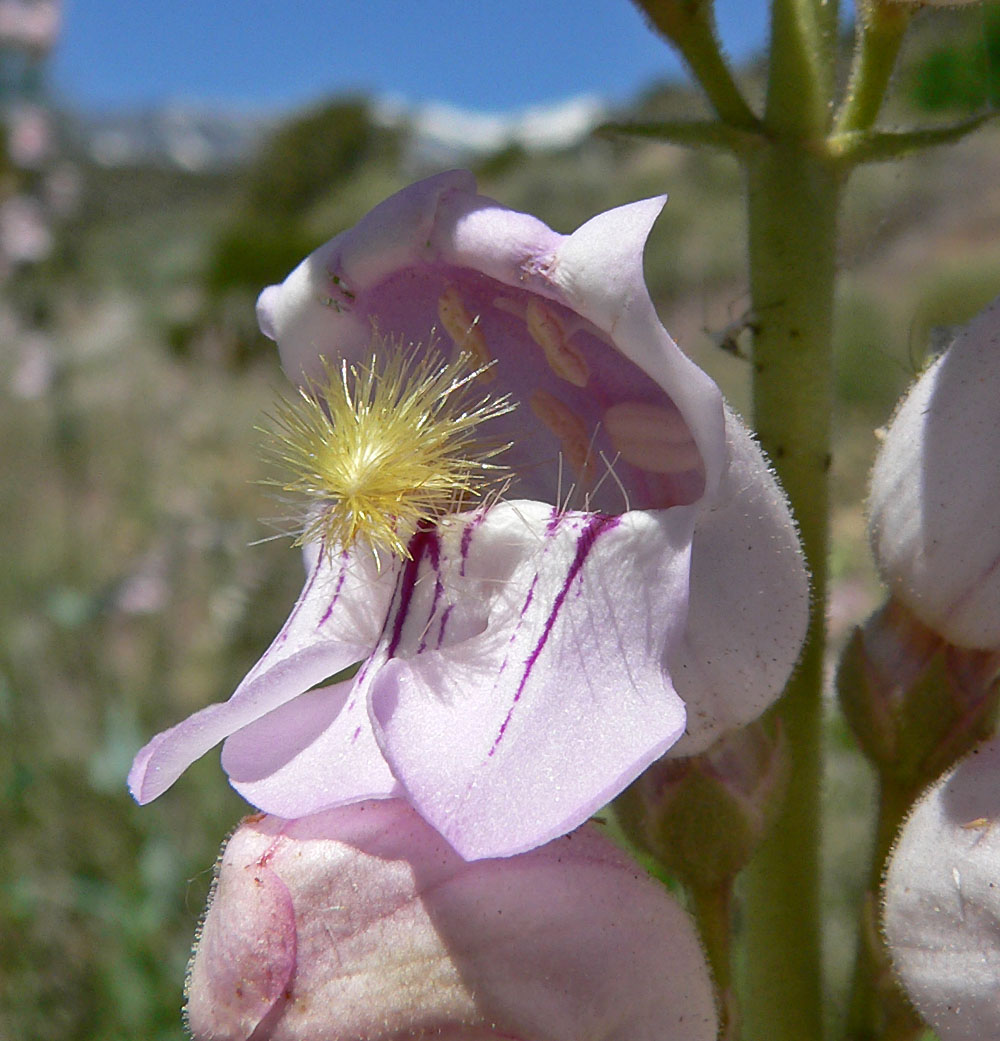
Détail d'une fleur

La floraison survient entre mai et juillet. Les fleurs, agréablement parfumées, ont une couleur allant du blanc au rose, parfois un peu violacé. Elles sont disposées en longues grappes serrées, par paires diamétralement opposées mais souvent tournées du même côté.
Le calice présente 5 sépales ovales de 4 à 7 mm. La corolle est constituée de 5 pétales soudés à la base, qui forment une chambre sphérique. A l'extrémité, les 2 pétales supérieurs forment des lobes tournés vers le haut, les 3 autres des lobes tournés vers le bas dont la base est rayée de lignes violettes. L'ensemble de la corolle a une longueur de 2,5 à 4 cm.

Chaque fleur possède 5 étamines, dont une ne présente pas d'anthère mais des barbes denses de couleur dorée et dépasse de la corolle. Le fruit est une capsule,.

## Répartition et habitat
On peut la trouver en terrain rocailleux, dans les steppes et montagnes arides ou en bord de route, souvent en association avec des arbustes d'Artemisia tridentata ou de Larrea tridentata, ou avec les associations végétales Yucca brevifolia ou Pinus-Juniperus. Elle pousse à une altitude variant de 1000 à 2300 mètres.
Son aire de répartition se situe dans les déserts du sud-ouest des États-Unis, dans les états d'Arizona, Utah, et Nouveau-Mexique.

## Systématique
Cette espèce a été décrite en 1868 par le botaniste américain Asa Gray dans "Proceedings of the American Academy of Arts and Sciences".
Elle comprend plusieurs variétés:
- Penstemon palmeri var. eglandulosus (Keck) Holmgren N.: Arizona, Utah
- Penstemon palmeri var. macranthus (Eastw.) Holmgren N.: Nevada
- Penstemon palmeri var. palmeri (Gray) : sur toute l'aire de répartition